# Fernando Capdevila
Fernando Capdevila García, (23 de enero de 1956, Santa Cruz de Tenerife), es un piloto español de rally, conocido como "Copi" Capdevila, que compitió desde 1979 hasta 1998 en numerosos campeonatos canarios de rallys de asfalto, así como en diversos campeonatos internacionales, como en el Campeonato de España de Rally y en el Campeonato Mundial de Rally. También participó en certamen español sobre tierra, en carreras de motociclismo y en el Paris Dakar. Logró varios títulos provinciales tanto en motociclismo como en automovilismo y participó en el Campeonato del Mundo de grupo N donde logró terminar segundo en 1991 y sexto en 1992.

## Trayectoria
Se inició de joven en el karting y el motociclismo, categoría esta última donde logró el campeonato de Tenerife en 1979 y 1980 en la categoría de 750 cc. En 1982 da el salto a los rallyes donde debuta con un Opel Ascona logranado el Campeonato de Rallyes de Tenerife y el Subcampeonato de España de Rallyes de Tierra. Logra un asiento como piloto oficial en el equipo Sauermann-BMW, donde pilota diferentes modelos de BMW: 323i, 635 csi, 325i y M3. Durante cinco años consigue varios triunfos en las islas en las categorías de Grupo A y Grupo N. En esos años se inicia también los rallyes de tierra, compitiendo con diferentes marcas: LADA, Mitsubishi Citroën o Rover donde logra su primer podio en el Campeonato de España.
En 1988 participa en el Rally de Madeira donde logra terminar en tercera posición con un BMW M3 de grupo N, resultado que le sirve para que la FIA le otorgue la prioridad FIAS-B para 1989. Ese mismo año también participa en el Rally Paris-Dakar en el equipo Camel Team pilotando un Range Rover.
En 1989 da el salto a España participando en el campeonato de España de rallyes sobre tierra, con un Lancia Delta Integrale con el que consigue el subcampeonato un año más tarde. En 1990 además vuelva a participar en el Dakar, junto a Salvador Serviá en el Camel Team. En 1991 participa en el campeonato mundial de grupo N, donde termina en tercera posición y en 1993 repite experiencia finalizando sexto. Esos años compagina la competición con otras actividades empresariales. Además participa en diversos campeonatos de Fórmula rally y en 1998 abandona la competición para dedicarse entre otras labores el apoyo de jóvenes talentos. En 2007 desarrolló el primer vehículo ecológico de competición propulsado por bioethanol, el Ford Fiesta ST Flexifuel.
En 2012 participó en el Rally Islas Canarias-El Corte Inglés con un Ford Focus WRC finalizando séptimo de la general y segundo en la categoría nacional.

## Palmarés
- 1979 - Campeón provincial de montaña (motociclismo) Honda 750 c.c.
- 1980 - Campeón provincial de montaña (motociclismo) Dunstall 750 c.c.
- 1983 - Campeón de Tenerife de Rally.
- 1985 - Campeón de Canarias de Rallyes Grupo A. BMW 635 csi
- 1986 - Campeón de Canarias y Tenerife de Rallyes de Grupo N. BMW 325 i
- 1987 - Campeón de Canarias y Tenerife de Rallyes de Grupo N.
- 1988 - Campeón de Canarias y Tenerife de Rallyes de Grupo N.
- 1991 - Campeón de Canarias de Rallyes de Tierra. Ford Sierra 4x4.

### Resultados en el Campeonato Mundial de Rallyes
| Año  | Equipo             | Vehículo                    | 1      | 2       | 3       | 4       | 5      | 6       | 7     | 8       | Posición | Puntos |
| ---- | ------------------ | --------------------------- | ------ | ------- | ------- | ------- | ------ | ------- | ----- | ------- | -------- | ------ |
| 1991 | Fernando Capdevila | Ford Sierra RS Cosworth 4x4 | POR 13 | FRA Ret | GRE Ret | ARG Ret | FIN 26 | SAN Ret | ESP 8 | GBR Ret | 53.º     | 3      |